# Азовець (Бердянськ)
Футбольний клуб «Азовець» (Бердянськ) — український футбольний клуб з Бердянська Запорізької області, заснований у 1962 році. Виступає в Чемпіонаті міста. Домашні матчі приймає на стадіоні «Азовець».
Колишній учасник розіграшу Чемпіонату УРСР серед КФК, Чемпіонату та Кубку Запорізької області.

## Історія
Команда заснована у 1962 році на заводі «Дормаш».
Була учасником розіграшу чемпіонатів УРСР з футболу серед КФК 1975, 1977 та 1978 років.

## Досягнення
- Чемпіонат Запорізької області
  - Чемпіон: 1962
- Кубок Запорізької області
  - Володар: 1977
- Чемпіонат Бердянська
  - Чемпіон: 1993, 1995, 1996
  - Срібний призер: 1992, 2006
  - Бронзовий призер: 1994, 1999, 2003, 2007, 2008, 2009
- Кубок Бердянська
  - Володар: 1994, 1995
- Суперкубок Бердянська
  - Володар: 2007.